# Abildgaardia
Abildgaardia, biljni rod iz porodice šiljovki. 

## Rasprostranjenost
Uglavnom Australija, 1 tropski/suptropski kozmopolitski, 1 Afrika i Indija, 1 Indokina, 1 Meksiko. Status je često bio osporavan, ali Abildgaardia s. str. najvjerojatnije je zaseban rod.

## Etimologija
Rod je dobio ime po Pederu Christianu Abildgaardu, 1740. – 1801., danskom profesoru veterinarske medicine.

## Opis
Zeljaste trajnice, sa rizomima ili bez. Cvjetovi dvospolni; perijanta nema; prašnika 2–3; stilovi linearni, baza proširena, listopadni u plodu. Ahenij trokutast.

## Vrste
1. Abildgaardia fusiformis (K.Wangwasit & D.A.Simpson) Larridon
2. Abildgaardia longistipitata (Tang & F.T.Wang) B.Z.Li & S.R.Zhang; uključena 2024 izdvajanjem iz roda Fimbristylis
3. Abildgaardia macrantha (Boeckeler) Goetgh.
4. Abildgaardia mexicana (Palla) Kral
5. Abildgaardia odontocarpa (S.T.Blake) K.L.Wilson & J.J.Bruhl
6. Abildgaardia ovata (Burm.f.) Kral
7. Abildgaardia oxystachya (F.Muell.) K.L.Wilson & J.J.Bruhl
8. Abildgaardia pachyptera (S.T.Blake) K.L.Wilson & J.J.Bruhl
9. Abildgaardia schoenoides R.Br.
10. Abildgaardia triflora (L.) Abeyw.